# Petruskirche (Ramsbeck)

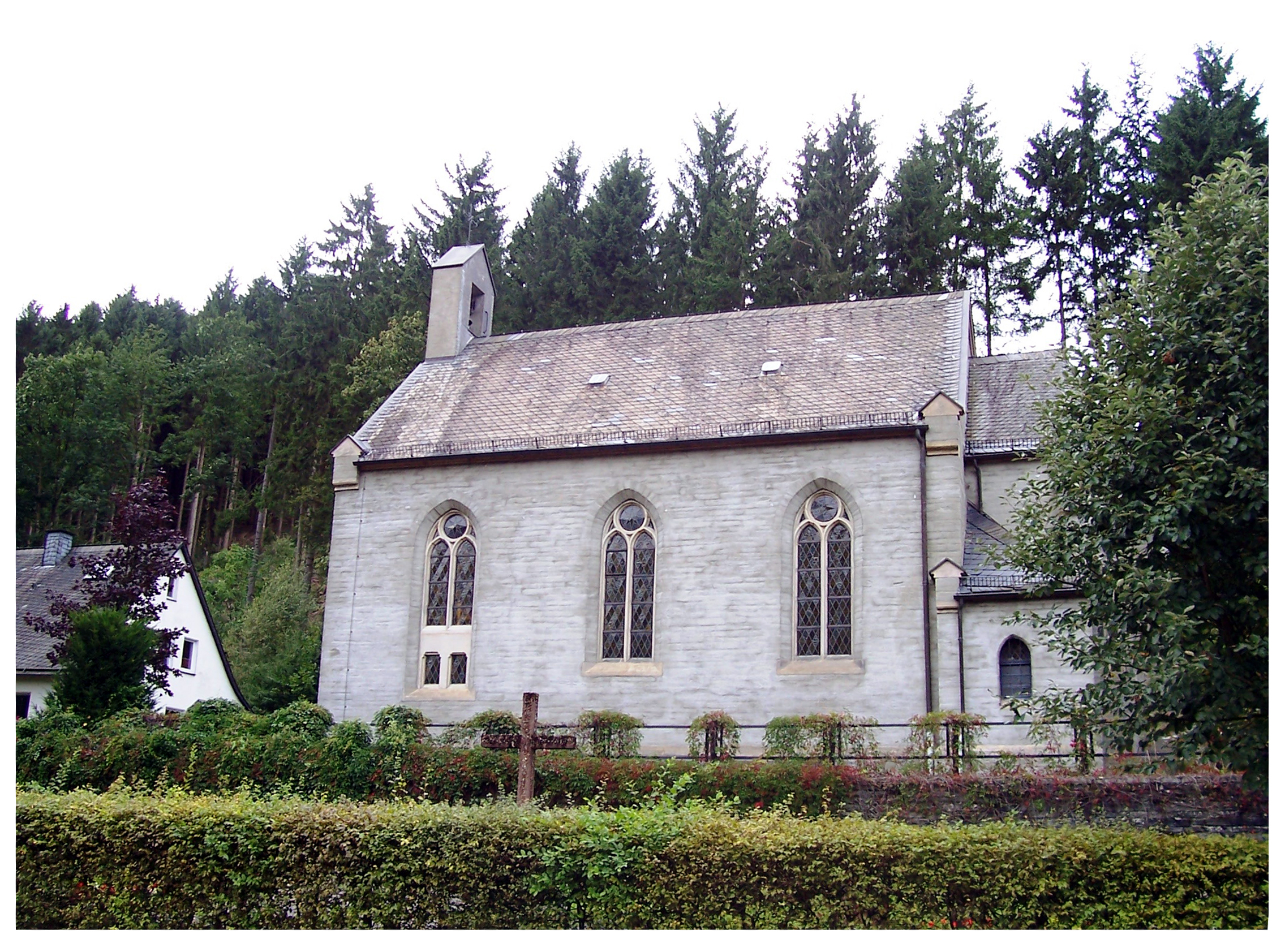
Evangelische Petruskirche

Die evangelische Petruskirche ist ein denkmalgeschütztes Kirchengebäude in Ramsbeck, einem Ortsteil von Bestwig im Hochsauerlandkreis (Nordrhein-Westfalen). Sie ist eine der ältesten evangelischen Kirchen im Sauerland.

## Geschichte und Architektur
Zu den Zuwanderern im katholischen Sauerland des 19. Jahrhunderts zählten protestantische Bergleute aus Sachsen und dem Harz. Hier entstand eine der ersten evangelischen Gemeinden im damaligen Kurkölnischen Sauerland. Pastorale Schwerpunkte bildeten vorerst die neu entstandenen Orte Neu-Andreasberg und Henrichsdorf, der sich später nach Ramsbeck verlagerte. 1855 amtierte hier als Hilfsprediger August Friedrich Georg Disselhoff, der Dichter des Liedes Nun ade du mein lieb Heimatland. 
Der Grundstein für den Bau wurde am 24. Juni 1878 gelegt und nach einem Entwurf des Mindener Architekten Wilhelm Moelle (1828–1916) ausgeführt. Die Steine für die neugotische Saalkirche wurden in der Umgebung gebrochen. Der Raum war für 168 Plätze und zusätzliche Kindersitze auf der Orgelempore ausgerichtet. Die Kirche wurde 1879 von den Intendanten Wiesmann und Marpe eingeweiht. Über dem Portal befindet sich ein einfacher Glockengiebel. Das Gebäude ist in fast unverändertem Zustand ein später Nachfolger der Kirchenbauten nach Musterentwürfen der Berliner Oberbaudeputation aus der Jahrhundertmitte. Es ist somit für den Kirchenbestand des Hochsauerlandes von Bedeutung und steht unter Denkmalschutz.
Die Malerin Elisabeth Altenrichter-Dicke gestaltete 1994 den Innenraum neu.